# Chrysochloroma hypoleucus
Chrysochloroma hypoleucus är en fjärilsart som beskrevs av Oswald Beltram Lower 1897. Chrysochloroma hypoleucus ingår i släktet Chrysochloroma och familjen mätare. Inga underarter finns listade i Catalogue of Life.